# Ergostan
Ergostan ist ein polycyclischer aliphatischer Kohlenwasserstoff und gehört zu den Grundkörpern der Steroide. Es besteht aus einem tetracyclischen Grundgerüst mit drei anellierten Cyclohexanringen und einem anellierten Cyclopentanring. Es unterscheidet sich vom Gonan durch zwei zusätzliche Methylgruppen und eine verzweigte Nonylgruppe. Es unterscheidet sich vom Campestan (24R-Methylcholestan) durch die Stereochemie der Methylgruppe in der Seitenkette. Es ist das Grundgerüst von Ergosterol sowie vielen verwandten Phytosterolen und anderen Steroiden.
Ergostan selbst hat keine bekannten Verwendungszwecke; es werden jedoch verschiedene funktionalisierte Analoga durch Pflanzen und Tiere hergestellt. Die wichtigsten davon sind die stark derivatisierten Withanolide. Es gibt jedoch auch einfachere Formen, wie Campestan. Zusammen mit Cholestan und Stigmastan wird dieses Steran als Biomarker für frühe Eukaryoten verwendet.